# Synagoga w Trnawie
Synagoga w Trnawie (słow. Synagóga v Trnave, węg. Nagyszombat Synagoge) – synagoga w słowackim mieście Trnawa, przy obecnej ulicy Halenárskiej. 
Bożnica została zbudowana w 1891 roku według planów wiedeńskiego architekta Jakoba Gartnera. Posiada cechy stylu mauretańsko-bizantyjskiego. Należała do neologicznego nurtu judaizmu. Podczas II wojny światowej słowaccy faszyści zdewastowali wnętrze synagogi. Obecnie w synagodze znajduje się Centrum Sztuki Współczesnej im. Jána Koniarka, w którym organizowane są liczne wystawy i koncerty.
Dawniej jak i do dziś synagoga jest jednym z najbardziej charakterystycznych i najbardziej oryginalnych budynków w mieście. Jej najbardziej charakterystycznymi elementami są wieże z wielobocznymi kopułami.
Obecnie przed synagogą znajduje się monument poświęcony żydowskim ofiarom II wojny światowej.